# Сасанівка (Станіславська область)
Сасанíвка (давня назва – Сасенюк) — колишнє село (хутір) Горохолинської сільської ради Богородчанського району Станіславської області.

## Історія
Зазначається, що населений пункт було об'єднано із селом Горохолина (тепер — Горохолин Ліс).
Станом на 1 листопада 1965 року населений пункт Сасанівка було виключено з облікових даних.
Станом на 1 вересня 1946 року населений пункт Сасанівка входив до складу Горохолинської сільської ради.
У «Географічному словнику Королівства Польського» зазначено, що Сасанівка була частиною села Горохолина.
Назва Сасанівка походить від прізвища засновника — Сасенюк (варіант Сасинюк). У XIX столітті назву змінили: суфікс -юк замінили на -івка, як у багатьох інших селах. Згодом з'явилася форма Сасанівка — ймовірно, через зміну у вимові.

### Перша згадка
Населений пункт вперше згадується на мапі «Habsburg Empire (1869—1887)» XIX століття.

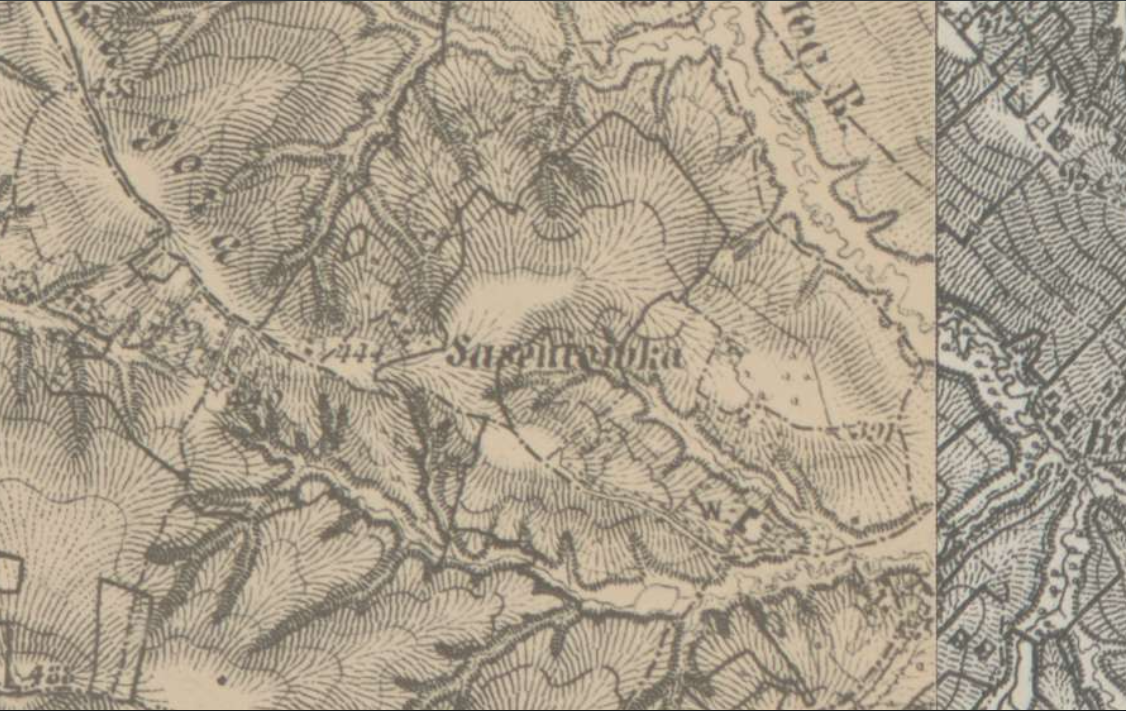
(Saseniówka)

- (пол. Saseniówka)